# Panula olivacea
Panula olivacea là một loài bướm đêm trong họ Erebidae.